# 麥格比·馬士基號
麥格比·馬士基號（德語：Magleby Mærsk）由南韓的大宇造船建造，全長399米（1,309英尺1英寸），寬58米（190英尺3英寸），吃水16米（52英尺6英寸） ，其容量為18270 TEU，與另外19艘姊妹船一同打破於2012年1月下水的CMA CGM Marco Polo所創下的16020 TEU最大容量紀錄（隨後在2014年11月被中國遠洋海運集團旗下船隻CSCL Globe以18892 TEU打破），動力引擎為MAN-B&W 8S80ME-C9.2。麥格比·馬士基號註冊於丹麥，於2013年7月22日動工，2013年10月5日完工，2014年2月10日交付並投入服務。